# Honda Masamori
Honda Masamori est un nom japonais traditionnel ; le nom de famille (ou le nom d'école), Honda, précède donc le prénom (ou le nom d'artiste).
Honda Masamori (本多 正訥) 7 mars 1827 - 1er novembre 1885 est le 7e (et dernier) daimyō du domaine de Tanaka dans la province de Suruga au Japon (actuelle préfecture de Shizuoka) et 9e chef de la branche du clan Honda descendante de Honda Tadashige. Son titre de courtoisie est Kii-no-kami, plus tard changé en Hōki-no-kami.

## Biographie
Honda Masamori est le 7e fils du 5e daimyō du domaine de Tanaka (Honda Masaoki). En 1860, à la mort de son frère aîné Honda Masahiro, il devient lui-même daimyō du domaine de Tanaka. À la restauration de Meiji de 1868, Tokugawa Yoshinobu, le dernier shogun Tokugawa, cède son titre à l'empereur Meiji et déménage d'Edo à Sumpu, avec les provinces de Suruga, Izu et Mikawa comme domaines personnels. Le domaine de Tanaka est inclus au sein du nouveau domaine de Shizuoka et en septembre 1868, Honda Masamori reçoit l'ordre de s'installer dans le domaine de Nagao nouvellement créé dans la province d'Awa, avec le même revenu nominal de 40 000 koku. En février 1869, il déménage son école domaniale de Tanaka à Nagao. En juin de la même année, le titre de daimyō est supprimé et il devient simple gouverneur de domaine.
Le 14 décembre 1870, il transmet le domaine de Nagao à son fils adopté, Honda Masanori, et se retire de la vie publique.

## Source de la traduction
- (en) Cet article est partiellement ou en totalité issu de l’article de Wikipédia en anglais intitulé « Honda Masamori » (voir la liste des auteurs).